# Нор Убанги
Нор Убанги (на френски и на суахили: Nord-Ubangi) е една от провинциите на Демократична република Конго. Разположена е в северозападната част на страната и граничи с ЦАР. Името на провинцията идва от река Убанги, главният приток на река Конго, която тече през провинцията. Столицата на Нор Убанги е град Гбадолит. Площта ѝ е 56 644 км², а населението, според проекция за юли 2015 г., е 1 269 000 души. Най-масово говореният език в провинцията е езикът лингала.